# Hedotettix angustivertex
Hedotettix angustivertex är en insektsart som först beskrevs av Bolívar, I. 1908.  Hedotettix angustivertex ingår i släktet Hedotettix och familjen torngräshoppor. Inga underarter finns listade i Catalogue of Life.